# Frank Løke
Frank Løke, född 6 februari 1980 i Sandefjord, är en norsk tidigare handbollsspelare (mittsexa). Han spelade 186 landskamper och gjorde 646 mål för Norges landslag. Han är äldre bror till handbollsspelaren Heidi Løke.
När Norge arrangerade EM 2008 var Løke med i det norska lag som slutade på sjätte plats. Han blev invald i turneringens All Star-lag.

## Klubbar
- IL Runar (1998–2003)
- SV Post Schwerin (2003–2004)
- FC Köpenhamn (2004–2005)
- Grasshopper-Club Zürich (2005–2007)
- ZMC Amicitia Zürich (2007–2009)
- RK Zagreb (2009–2010)
- TuS Nettelstedt-Lübbecke (2010–2015)
- Drammen HK (2015)
- IL Runar (2016)